# 小行星1987
小行星1987（1987 Kaplan）是一颗围绕太阳公转的小行星。1952年9月11日，佩拉格婭·沙因在克里米亚发现了此天体。
該小行星以俄羅斯天文學家薩姆伊爾·阿羅諾維奇·卡普蘭（Samuil Aronovich Kaplan）命名。
这颗小行星的绝对星等为38.09147801725104等。